# 오주호 (아나운서)
오주호(1992년 1월 28일 ~ )은 대한민국의 아나운서이다.

## 경력
- LG헬로비전 아나운서
- 2022년 ~ 2024년: TJB 대전방송 아나운서
- 2024년 ~ 현재: KNN 아나운서

## 현재 진행 프로그램
- KNN 뉴스투데이 (2025년 5월 14일 ~ 현재)
- KNN 뉴스아이 (2025년 5월 14일 ~ 현재)
- KNN 파워토크 (2025년 6월 8일 ~ 현재)

## 과거 진행 프로그램
- TJB 아침뉴스 (2023년 3월 27일 ~ 2024년 4월 26일)
- TJB 뉴스(오전) (2023년 3월 27일 ~ 2024년 4월 26일)
- 미디어 톡
- 화첩기행 (화면해설)
- FM 심야영화관
- KNN 모닝와이드 (2024년 5월 6일 ~ 2025년 5월 13일)
- KNN 정보센터 (2024년 5월 7일 ~ 2024년 12월 20일)
- 모닝플러스 (2024년 6월 3일 ~ 2025년 5월 13일)
- SBS 오 뉴스 - 네트워크 현장 (2024년 12월 23일 ~ 2025년 5월 12일)